# Eumelea rhodeogyna
Eumelea rhodeogyna là một loài bướm đêm trong họ Geometridae.